# Hugo Arthuso
Hugo Lemos Arthuso (* 22. Mai 1987) ist ein brasilianischer Badmintonspieler.

## Karriere
Hugo Arthuso wurde 2006 brasilianischer Meister im Mixed, 2010 Meister im Herrendoppel. Im selben Jahr gewann er zweimal Silber und einmal Bronze bei den Südamerikaspielen. Bei der Weltmeisterschaft 2011 reichte es dagegen nur zu Rang 33.

## Sportliche Erfolge
| Saison | Veranstaltung                | Disziplin    | Platz | Name                              |
| ------ | ---------------------------- | ------------ | ----- | --------------------------------- |
| 2006   | Brasilianische Meisterschaft | Mixed        | 1     | Hugo Arthuso / Lay Ann Lie        |
| 2010   | Brasilianische Meisterschaft | Herrendoppel | 1     | Guilherme Kumasaka / Hugo Arthuso |
| 2010   | Südamerikaspiele             | Herreneinzel | 2     | Hugo Arthuso                      |
| 2010   | Südamerikaspiele             | Mixed        | 3     | Hugo Arthuso / Marina Eliezer     |
| 2010   | Südamerikaspiele             | Team         | 2     | Brasilien                         |
| 2011   | Weltmeisterschaft            | Herrendoppel | 33    | Daniel Paiola / Hugo Arthuso      |